# Paulodora dolichocephala
Paulodora dolichocephala är en plattmaskart som först beskrevs av Pereyaslawsewa 1892, och fick sitt nu gällande namn av Artois och Schockaert 1998. Paulodora dolichocephala ingår i släktet Paulodora och familjen Polycystididae. Inga underarter finns listade i Catalogue of Life.